# شارع الستمية
شارع الستمية واسمه الرسمي شارع ابن الطفيل، واسمه الرسمي السابق شارع أبو بكر الصديق )، واسمه الأسبق شارع بلال الحبشي، هو أحد شوارع مدينة بغداد يبدأ الشارع من ساحة الطبقجلي ويمر بمركز شرطة الصليخ عن اليمين وببستان إبراهيم اليهودي عن اليسار حتى يصل إلى جسر الصليخ 600 حي تونس 600 الذي يعبر طريق محمد القاسم السريع ويستمر الشارع بعد الجسر في الاتجاه شرقاً وتكون هناك منطقة ال600 عن اليمين وعن اليسار. حتى يصب في شارع أبي طالب.

## معالم الطريق
- 1.مدرسة الحارث المتوسطة.
- 2.مركز شرطة الصليخ.
- 3.المقر السابق لفرقة لحزب البعث العربي الاشتراكي (العراق).
- 4.محطة وقود سبع ابكار.
- 5.روضة الأريج.

## طول الشارع
```
2100 متر, ذو اتجاهين بينهما جزرة وسطية.
```